# Grand Prix de Tennis de Toulouse 1986
Il Grand Prix de Tennis de Toulouse 1986  è stato un torneo di tennis giocato sul cemento indoor. È stata la 5ª edizione del Grand Prix de Tennis de Toulouse, che fa parte del Nabisco Grand Prix 1986. Il torneo si è giocato a Tolosa in Francia, dal 6 al 12 ottobre 1986.

## Campioni

### Singolare maschile
Guy Forget ha battuto in finale  Jan Gunnarsson con il punteggio di 4–6, 6–3, 6–2

### Doppio maschile
Miloslav Mečíř /  Tomáš Šmíd hanno battuto in finale  Jakob Hlasek /  Pavel Složil con il punteggio di 6–2, 3–6, 6–4